# Kotoko (film)
Pour plus de détails, voir Fiche technique et Distribution.
Kotoko (KOTOKO) est un film japonais réalisé par Shin'ya Tsukamoto, sorti en 2011.

## Synopsis
Souffrant de diplopie et sujette à des hallucinations, Kotoko essaye de s'occuper de son bébé.

## Fiche technique
- Titre original : KOTOKO
- Titre français : Kotoko
- Réalisation : Shin'ya Tsukamoto
- Scénario : Shin'ya Tsukamoto d'après Cocco
- Pays d'origine : Japon
- Format : Couleurs - 35 mm
- Genre : drame, horreur
- Durée : 91 minutes
- Date de sortie : 2011

## Distribution
- Shin'ya Tsukamoto : Seitaro Tanaka
- Cocco : Kotoko